# Er wollte kein Sklave sein
Er wollte kein Sklave sein (Originaltitel: Unforgivable Blackness: The Rise and Fall of Jack Johnson) ist ein Dokumentarfilm, die 2004 von Ken Burns in den Vereinigten Staaten produziert wurde. Als Erzähler wirken im Original Wynton Marsalis, Samuel L. Jackson und Alan Rickman. Grundlage des Films ist ein Buch mit demselben Namen von Geoffrey C. Ward (2004). 
Der Dokumentarfilm wurde in zwei Teilen am 17. und 18. Januar 2005 von dem Fernsehsender PBS erstausgestrahlt.

## Inhalt
Der Dokumentarfilm beschreibt Aufstieg und Fall des ersten afroamerikanischen Boxweltmeisters im Schwergewicht, Jack Johnson. Dieser schaffte es aus armen Verhältnissen als Sohn ehemaliger Sklaven bis an die Spitze der Sportwelt. Sein unbeugsamer Charakter und sein dandyhafter Lebensstil inmitten einer zutiefst rassistischen Gesellschaft führten dazu, dass ihn das weiße Establishment mit fragwürdigen juristischen Mitteln verfolgte und seine Karriere so zu Fall brachte. Der Film setzt sich aus Interviews, zeitgenössischen Zeitungsberichten und Originalaufnahmen von WM-Kämpfen zusammen. In den Zeitungen wurde Johnson meist als „der negro“ oder „der Äthiopier“ bezeichnet. Außerdem wurde er als Zulukrieger dargestellt. Erwähnt werden z. B. die Vorschläge Seaborn Roddenberys, das Verbot „interrassische“ Ehen zu schließen, zu verschärfen. Außerdem werden Ausschnitte des rassistischen Films The Birth of a Nation gezeigt, ein Film, der den Hass auf Menschen schwarzer Hautfarbe schürte und der zu einem Erfolg wurde. Der Dokumentarfilm endet mit dem Tode Johnsons und zeigt die Menschenmassen, die ihm die letzte Ehre erwiesen.

## Auszeichnung
Burns gewann mit diesem Film 2005 einen Emmy Award für die beste Regie bei einem Dokumentarfilm. David gewann einen Emmy für die beste Sprecherrolle.